# Pavián
Pavián (Papio) je africká opice z čeledi kočkodanovitých. Existuje pět druhů paviánů, mezi něž patří jedni z největších primátů s výjimkou hominidů; větší velikosti dorůstá jen mandril a dril. Ti se, společně s příbuznou dželadou, dříve též řadili mezi paviány a v širším slova smyslu jsou pořád jako paviáni označováni.

## Druhy paviánů a vztahy mezi nimi
Běžně je uznáváno pět druhů paviánů, ovšem v otázce, jedná-li se skutečně o samostatné druhy či o poddruhy nepanuje úplná shoda. Popsané druhy jsou pavián čakma (P. ursinus, obývá jižní Afriku), pavián guinejský (P. papio, žijící při západním pobřeží Afriky), pavián pláštíkový (P. hamadryas, rozšířený v oblasti Afrického rohu na jihozápadě Arabského poloostrova), pavián anubi (P. anubis, obývá severní savany střední Afriky) a pavián babuin (P. cynocephalus, žijící v jižněji položených savanách střední Afriky a na východě kontinentu). Obecně je pavián pláštíkový považován vždy za samostatný druh, ale mnoho zoologů považuje ostatní paviány za poddruhy babuina a označují je společně jako paviána savanového. To proto, že pavián pláštíkový se od ostatních paviánů liší stavbou těla i způsobem života, což by mohlo znamenat, že se od ostatních vyvíjel odděleně. Nicméně, novější morfologické studie a genetické testy ukázaly, že pavián pláštíkový je blíže příbuzný paviánu guinejskému a anubi, než babuinovi nebo paviánu čakma.
I rozdělení na pět druhů pravděpodobně dostatečně nevyjadřuje různorodost paviánů. Někteří autoři jsou za to, že si uznání jako samostatný druh zaslouží ještě dva současné poddruhy paviánů, a to trpasličí babuin P. cynocephalus kindae, rozšířený v Zambii, Kongu a Angole, a šedonohý čakma (P. ursinus griseipes) ze Zambie, Botswany, Zimbabwe, Mosambiku a severních oblastí Jižní Afriky. Bohužel, současná úroveň znalostí týkající se anatomických a genetických vlastností i různorodosti v chování jednotlivých paviánů je příliš malá, než aby bylo možné otázku skutečného počtu druhů definitivně zodpovědět.
V současné době tudíž oficiálně existuje pět druhů:

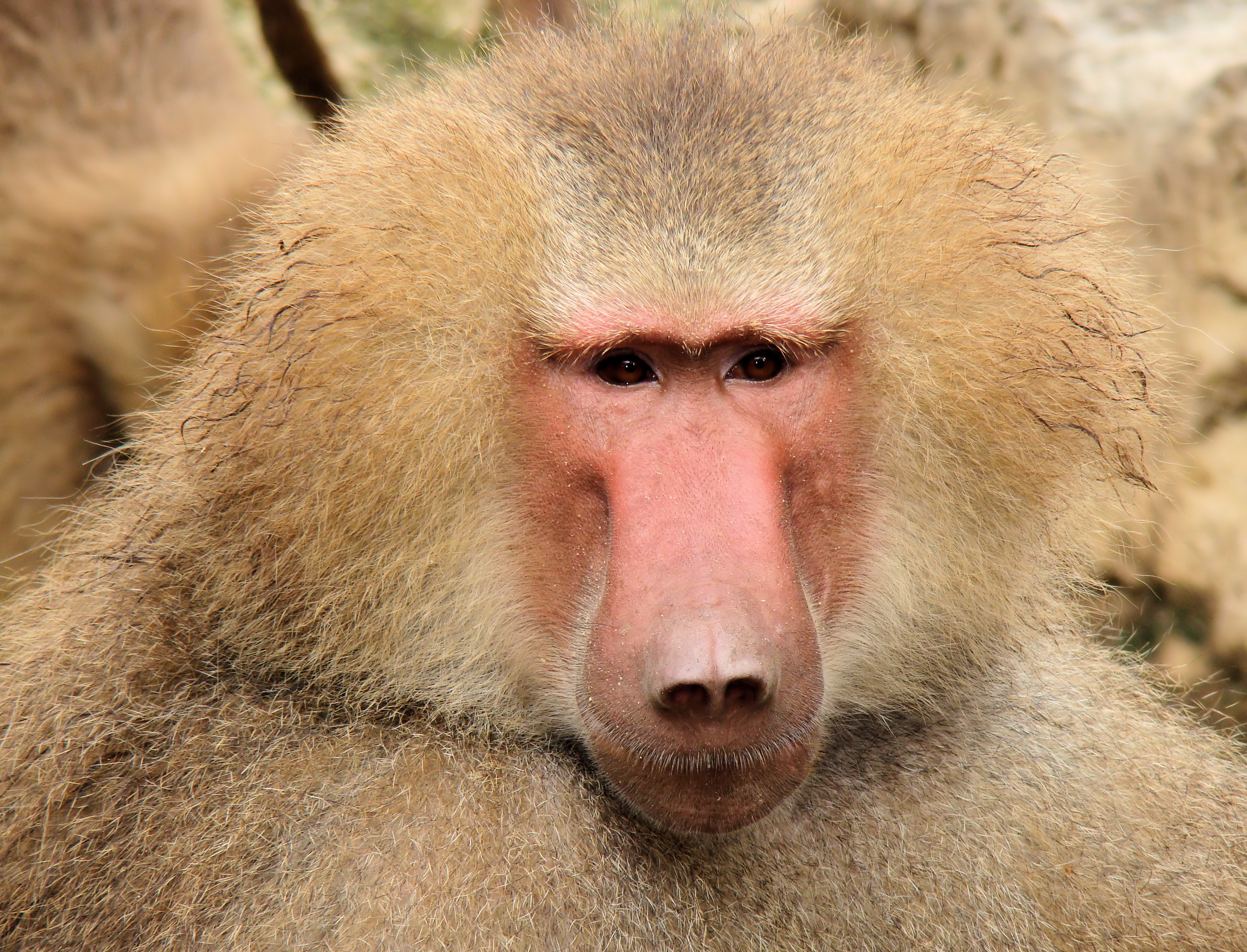
Obličej paviána pláštíkového

- pavián pláštíkový (Papio hamadryas)
- pavián guinejský (Papio papio)
- pavián anubi (Papio anubis)
- pavián babuin (Papio cynocephalus)
  - Papio cynocephalus cynocephalus
  - Papio cynocephalus ibeanus
  - Papio cynocephalus kindae
- pavián čakma (Papio ursinus)
  - Papio ursinus ursinus
  - Papio ursinus griseipes
  - Papio ursinus raucana

## Anatomie a fyziologie

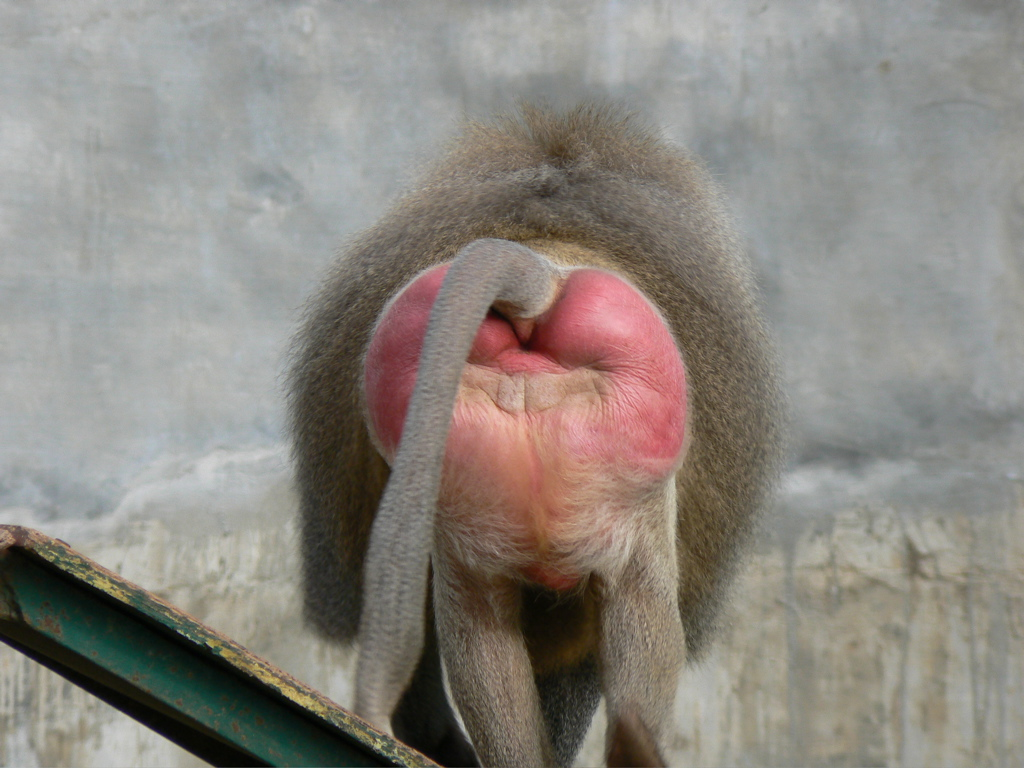
Sedací hrboly paviána pláštíkového

Všichni paviáni mají výrazně protažené, silné čelisti, které vytváří charakteristický psovitý tvar tlamy. Špičáky paviánů jsou dlouhé a ostré. Oči jsou blízko u sebe posazené, nadočnicové oblouky výrazné. Velká hlava přechází v poměrně krátký, ale mohutný trup, zakončený kratším ocasem. Přední a zadní končetiny mají stejnou délku. Paviáni jsou osrstění, hustá srst pokrývá celé tělo kromě obličeje a sedacích hrbolů. To jsou mozolovité, necitlivé útvary na hýždích zvířete, které paviánům umožňují pohodlně sedět i na tenkých větvích. U všech paviánů je výrazný sexuální dimorfismus, samci jsou značně větší, mohou se lišit i zbarvením nebo velikostí špičáků. Nejmenším druhem je pavián guinejský, který dosahuje délky 50 cm a váží jen 14 kg, zatímco největší pavián čakma dorůstá délky až 120 cm a čtyřiceti kilogramů hmotnosti.
Významným anatomickým prvkem u paviánů jsou špičáky samců, které mohou být dlouhé až 5 cm a představují primárně prostředek soubojů mezi samci v období páření. Mohou však být druhotně využity i při obraně teritoria před jinými druhy, včetně nebezpečných predátorů.

## Ekologické vztahy, chování
Paviáni obývají otevřené savany, stepi, lesostepi i horské oblasti. Žijí na zemi. Jsou to všežravci, ovšem hlavní část jídelníčku je tvořena rostlinnou potravou. Pojídají také hmyz a příležitostně chytají ryby, sbírají mušle či mořské korýše, loví hlodavce, ptáky, jiné opice, jako jsou kočkodani, nebo malé druhy antilop. Jsou aktivní nepravidelně, ve dne i v noci. Za potravou se mohou vydávat i do blízkosti lidí či do jejich příbytků a v Jižní Africe kradou i ovce a kozy.
Jejich hlavním nepřítelem je člověk, lvi, hyena skvrnitá a hyena žíhaná, a levhart. Pro levharta jsou paviáni obtížnou kořistí a levhart loví především mláďata. Dospělí samci levharta zastrašují zíváním, které odhaluje špičáky, gesty a výpady.
V zajetí se paviání dožívají až 45 let, v přírodě kolem 30 let.
Paviáni jsou schopní pochopit princip zápisu zvuků, což je část lidské schopnosti čtení.

### Sociální chování

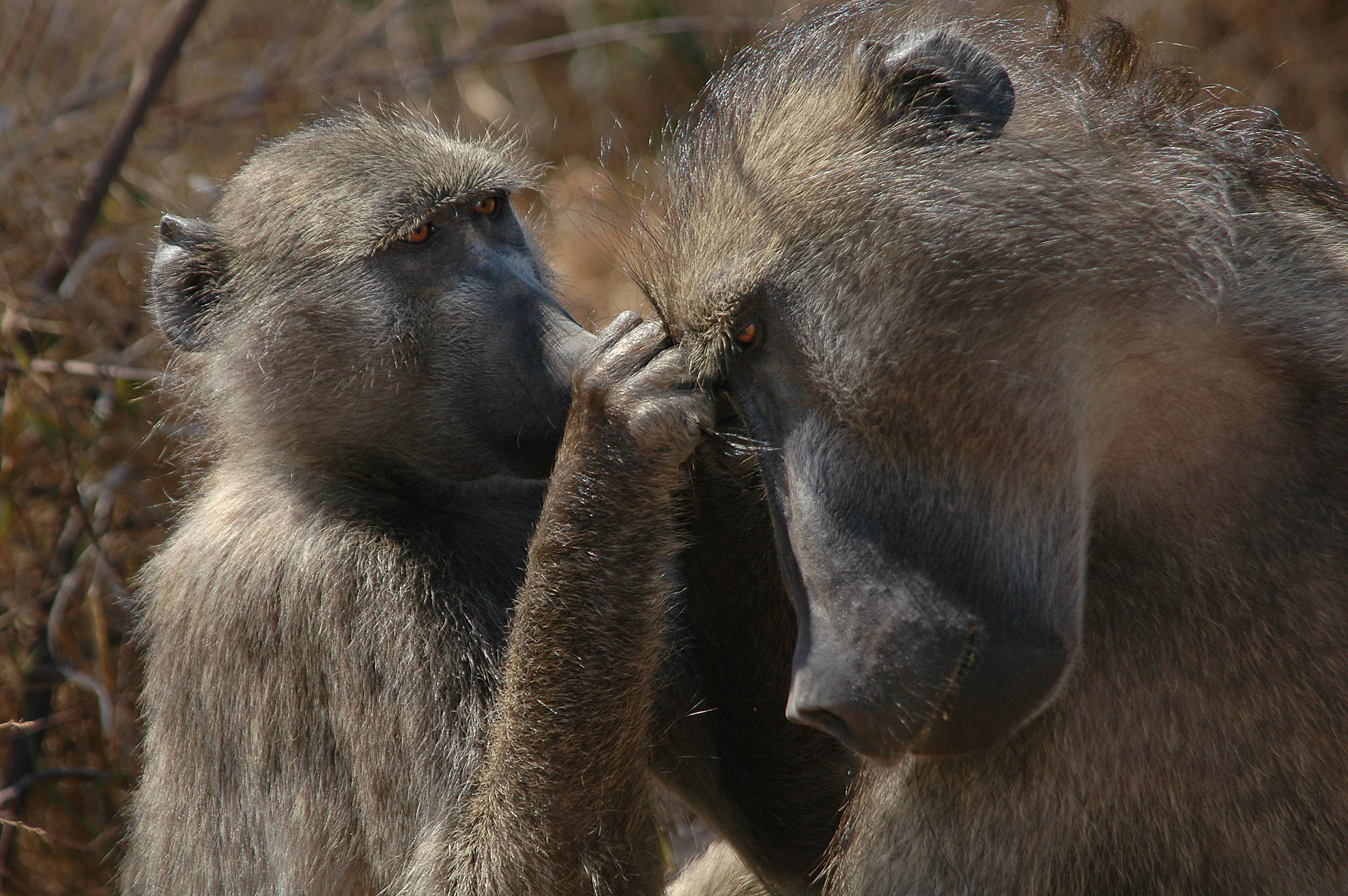
Pavián čakma – vzájemné probírání srsti

Většina paviánů žije v hierarchicky uspořádaných skupinách. V jedné skupině může žít 5–250 jedinců, často jich bývá kolem padesáti, ovšem přesný počet závisí na konkrétním druhu a též ročním období. Od ostatních paviánů se v tomto ohledu liší pavián pláštíkový, který žije ve velkých skupinách, které jsou samy složeny z množství menších harémů, složených z jednoho samce a asi čtyř samic. Do jednotlivých harémů vstupují samice ze skupiny už v době, kdy jsou ještě pohlavně nedospělé. Ve skupině žijí i mladí samci, kteří se ale v přítomnosti staršího samce nebudou pokoušet se pářit. Jiné druhy paviánů jsou promiskuitní, s přísnou hierarchií, která je založena na mateřské linii.
Paviáni podle hlasových projevů poznají, který z paviánů je sociálně výše postavený. V případě střetu mezi dvěma zvířaty mu ostatní paviáni věnují větší pozornost v případě, že se jedná o konflikt paviánů pocházejících z různých rodin, nebo když konflikt vyvolal níže postavený jedinec. To proto, že střety mezi rodinami nebo změny v sociálním žebříčku mají na celou skupinu větší dopad, než konflikty v rámci jedné rodiny nebo pouhé potvrzování dominantního postavení.
V harémech paviána pláštíkového samec své samice žárlivě střeží a v případě, že se některá příliš vzdálí, ji může i napadnout. Samci si mohou samice i navzájem krást, v tom případě často dojde na boj mezi samci. Ti si navzájem hrozí zíváním. U paviánů není výjimkou, že jsou mláďata v případě konfliktu samci použita jako rukojmí nebo živé štíty. Dokonce se dopouštějí feticidy.

### Rozmnožování

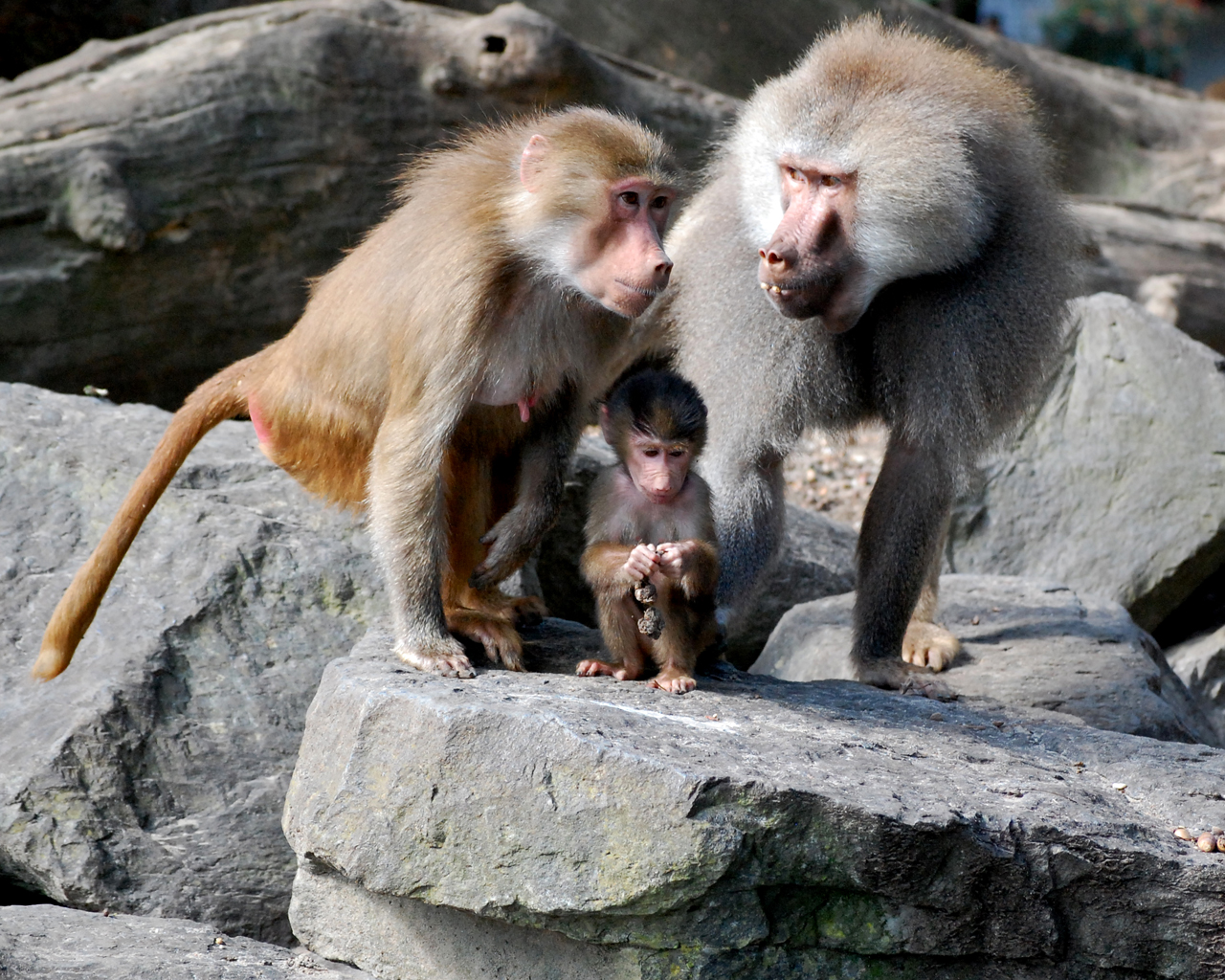
Pavián pláštíkový - samec, samice a mládě

Ve smíšených skupinách savanových paviánů se každý samec může pářit s jakoukoliv samicí. Pořadí samců při páření částečně závisí na jejich sociálním postavení, a rvačky mezi samci nejsou žádnou vzácností. Kromě hrubé síly ale existuje i další způsob, jak si zajistit přednostní páření; někteří samci pěstují přátelství se samicemi. Probírají samici srst, pomáhají s péčí o mláďata nebo ji zásobují potravou. Pak mají vysokou šanci, že ta mláďata budou jejich. Některé samice dávají těmto přátelským samcům při páření přednost. Samci ovšem neváhají v případě šarvátek použít mláďata jako živé štíty.
Páření začíná z popudu samice, která dá najevo svolnost tak, že samci nastaví své zduřelé pozadí. Nastavování je zároveň submisivním gestem a provádí ho i podřízení samci, vysoce postavený samec může i naznačovat páření se samci níže na sociálním žebříčku. Samice obvykle rodí každý druhý rok. Březost trvá 6 měsíců a obvykle se narodí jediné mládě. Novorozený pavián váží asi jeden kilogram a má černě zbarvenou pokožku. O mládě se stará hlavně jeho matka, i když několik samic si může vzájemně pomáhat s péčí o svá mláďata.
Mladý pavián je odstavený po jednom roce a pohlavně dospívá mezi pátým až osmým rokem. Samci opouštějí svojí rodnou skupinu ještě před dosažením pohlavní dospělosti, zatímco samice zůstávají ve skupině celý život.

## Pavián v lidské kultuře

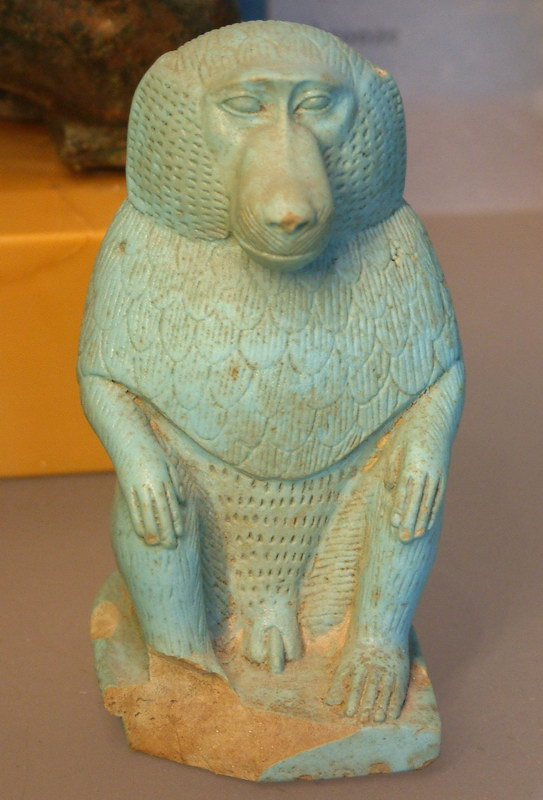
Staroegyptská socha posvátného paviána, muzeum Louvre

Ve starém Egyptě byl Babi, bůh krutosti, zášti a temnot, zobrazován jako pavián pláštíkový, který byl proto považován za posvátné zvíře. Byl to služebník boha Thovta a známý též jako Posvátný pavián.

## Galerie obrázků

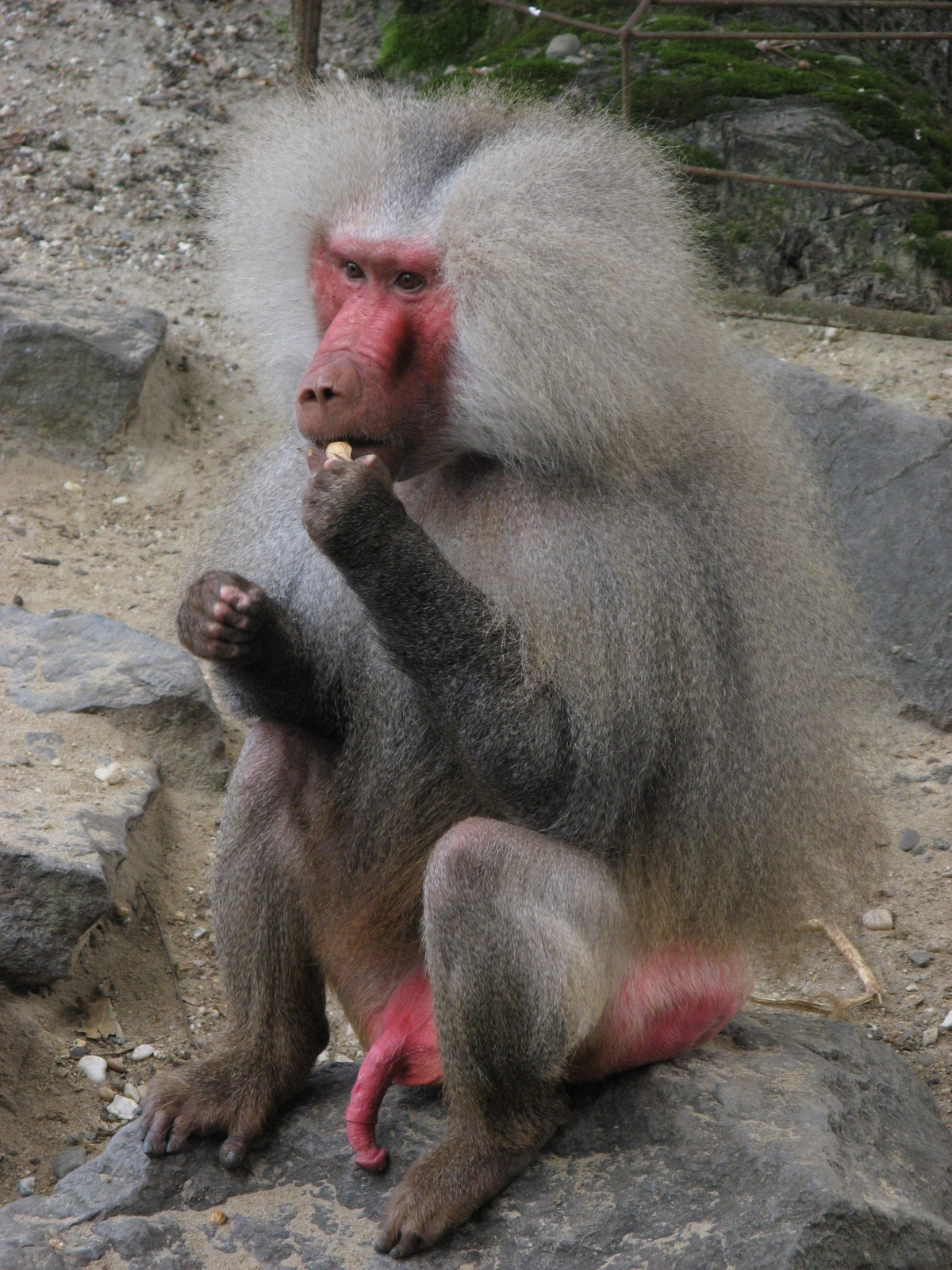
Pavián pláštíkový - samec
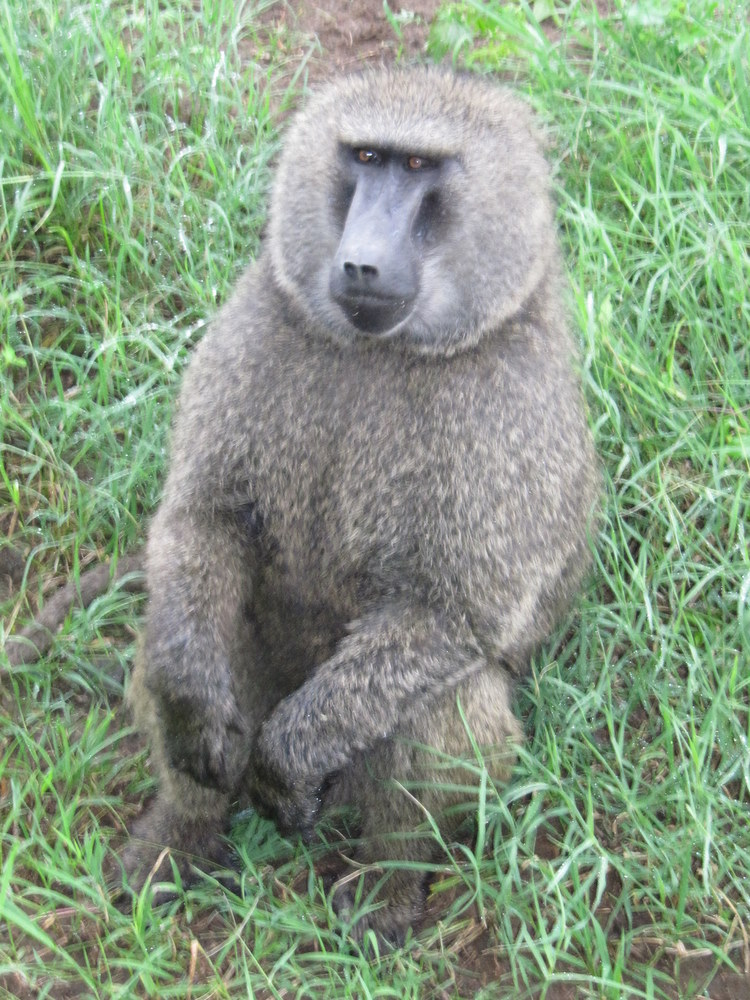
Pavián anubi
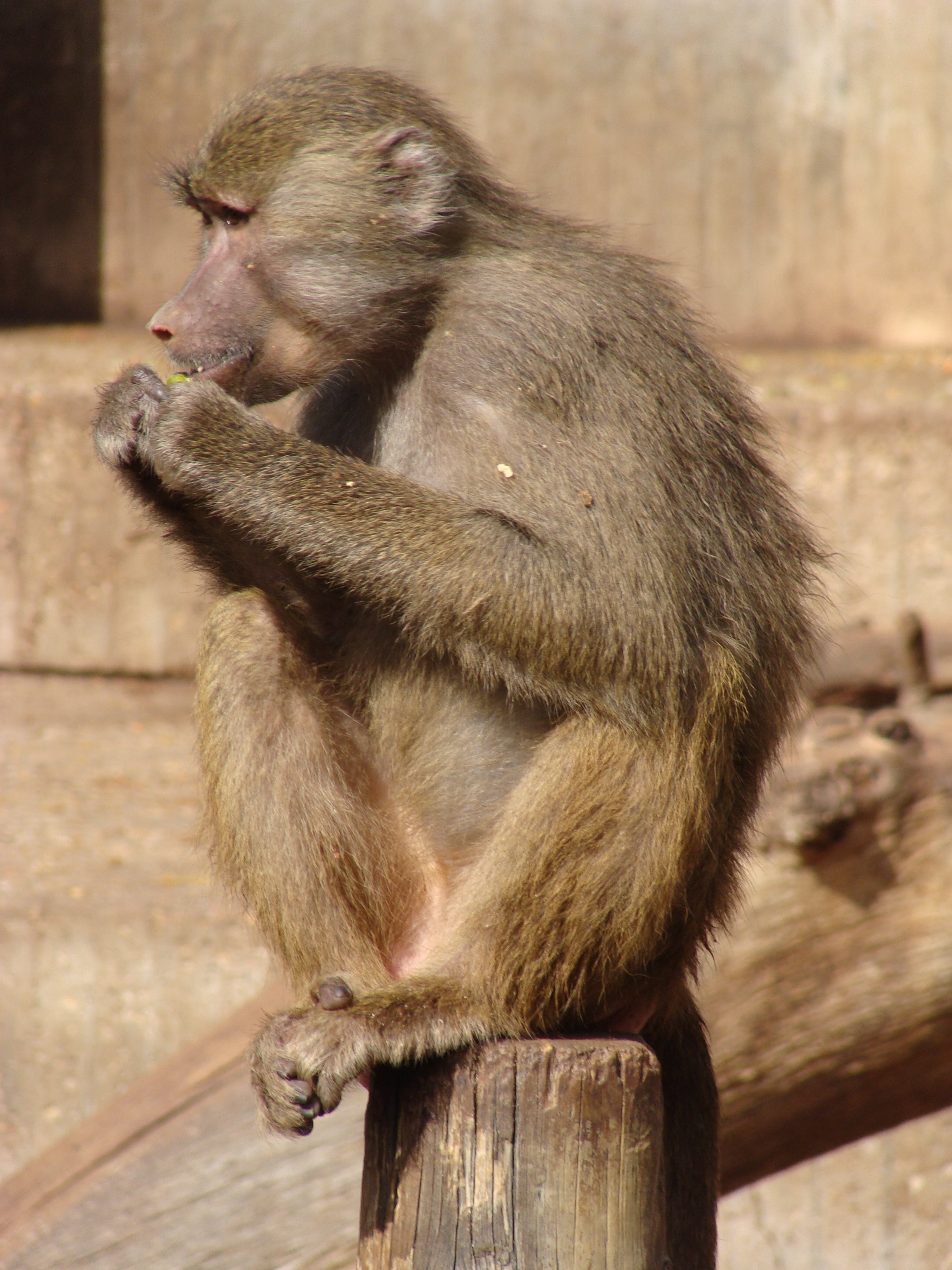
Pavián babuin
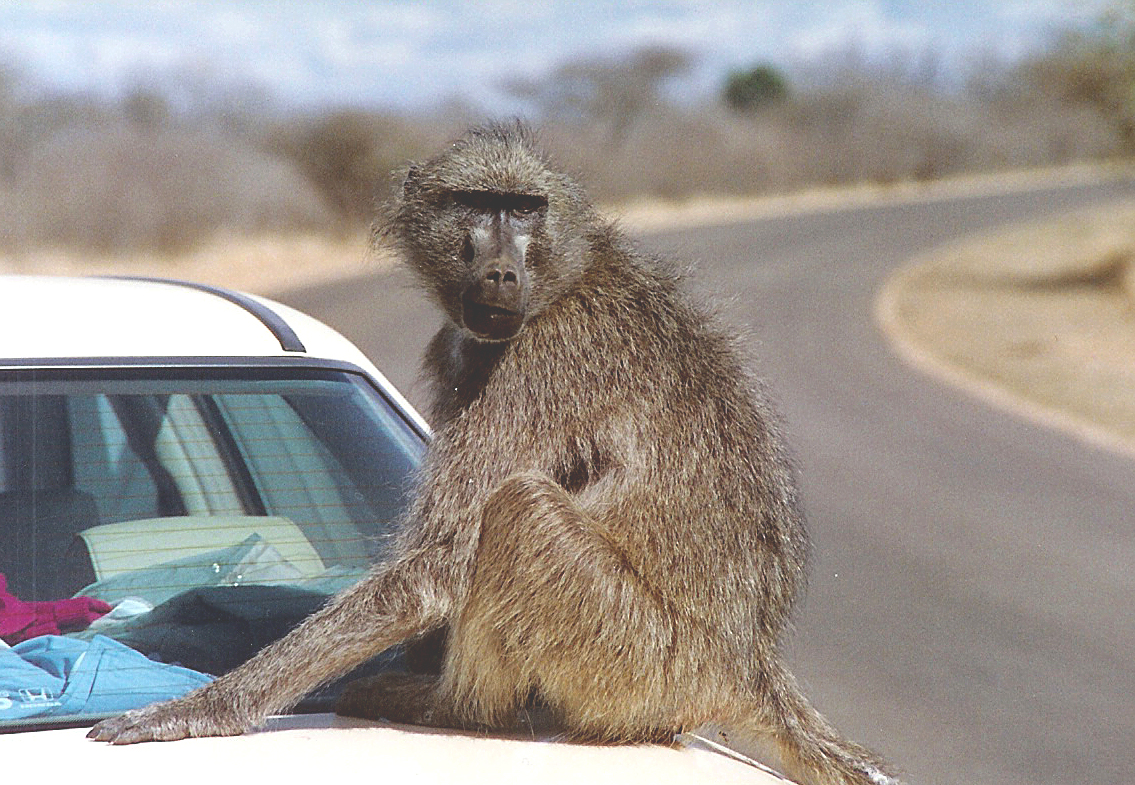
Pavián čakma
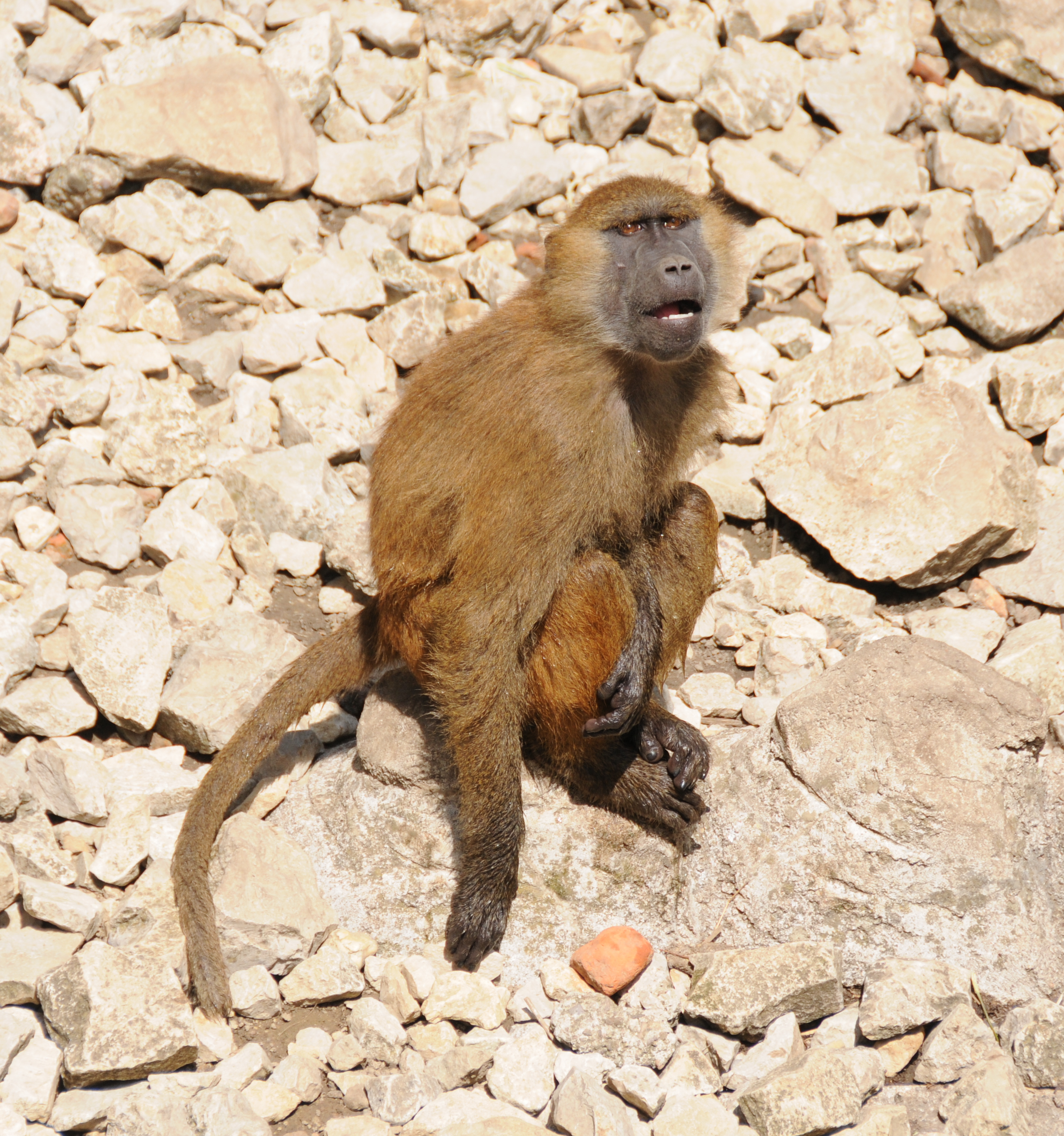
Pavián guinejský